# Battle Fever J
《Battle Fever J》，是由日本東映製作的《超級戰隊系列》第3部特攝作品，於1979年（昭和54年）2月3日至1980年1月26日期間每週六下午6時在朝日電視台首播。

## 作品特色
- 因當時東映與美國漫威娛樂Marvel合作，故此作以「異國風」為主题，並以漫威漫畫人物角色（美國隊長、美國小姐等）為作為參考進行設計[來源請求]。
- 首部由東映團隊「八手三郎」製作的超級戰隊作品。
- 首次出現大型機械人的設定。

## 故事概要
在世界各地發生各式各樣的奇怪現象，而日本國防省重要人物接連不斷地被神秘洋傘美女殺害。從世界各地集結了四位年輕人調查原因，而四人在搜查途中與神秘洋傘美女打扮相同的美國「FBI」女搜查官Diane相遇，隨後在國防省幹部倉間鐵山將軍的指揮下五人各自獲得戰鬥服，成為戰隊「Battle Fever J」。

## 登場角色

### Battle Fever
Battle Fever隊，是由日本國防省與美國國防部「FBI」精心挑選的五名戰士，並訓練他們各人前往相應國家學習以當地舞蹈作為基礎的戰鬥技術。
傳 正夫（でん まさお）／ 戰鬥日本
演：谷岡弘規
Battle Fever的隊長。
原為國防省的將校，個性直率且文武雙全。
代表「亞洲」的戰士，以融合空手道與功夫等格鬥術的「功夫舞蹈」戰鬥。
 戰鬥哥薩克
代表「中亞」的戰士。
以融合中國武術與哥薩克風格的烏克蘭民間舞蹈「霍巴克」戰鬥，並擅長使用雙腿攻擊敵人。
白石 謙作（しらいし けんさく）
演：伊藤武史
原為國防省負責兵器的隊員。
為在中亞出生的孤兒，原本被一間教會收養，後來該教會的教父卻因不聽從當地暴力分子撤離其土地的命令而遭到對方殺害，其後白石則被鐵山將軍拾回並撫養。
後來白石遭到因艾戈斯的突襲而失去父親的小女孩諷刺其身上有殺人的血腥味，結果自卑的白石則為保護該小女孩而在不穿強化服的情況下遭到艾戈斯的亂槍掃射而殉職。
神 誠（じん まこと）
演：伴直弥
白石在國防省的前輩，於第33集初登場。
是位射擊高手，對槍械的知識亦相當深厚。
原為跟隨一位博士協助研究，然而在該博士與白石相繼被艾戈斯殺害後便成為戰鬥哥薩克，同時亦擔任戰隊的副隊長。
曾有一個弟弟，然而其不幸被艾戈斯殺害。
志田 京介（しだ きょうすけ）／ 戰鬥法國
演：倉地雄平
曾於法國逗留，性格故作姿態並且留意潮流的美髮師。
是位劍擊高手，亦曾經獲得相關獎項。
代表「歐洲」的戰士，而其戰鬥舞蹈則為「西班牙舞蹈」。
曙 四郎（あけぼの しろう）／ 戰鬥肯亞
演：大葉健二
在非洲長大的野性男子，並擁有能與動物對話以及動物般的嗅覺的特殊能力。
代表「非洲」的戰士，以玩弄敵人的「熱帶舞蹈」戰鬥。
其他登場作品：《海賊戰隊豪快者》、《海賊戰隊豪快者 VS 宇宙刑事卡邦 The Movie》
 美國小姐
戰隊中唯一的女性戰士。
代表「美洲」與「大洋洲」的戰士，以「Disco舞蹈」戰鬥，並擅長踢腿與合氣道。
Diane Martin
演：D. Martin
來自美國「FBI」的秘密搜查官。
性格雖沉著冷靜，但同時亦很激情。
精通日語及泳術，但卻有相當大的潔癖，所以對喜歡動物的四郎有點厭惡。
後來其妹妹為探望Diane而來到日本，然而卻被艾戈斯捉走，而自己亦被艾戈斯怪人所傷，所以負傷的她將強化服交予瑪莉亞。其後她的傷勢雖好轉，但因自己跟妹妹的身份已被艾戈斯知曉，為保兩人的安全而退隊返回美國。
汀 瑪莉亞（なぎさ マリア）
演：萩奈穗美
在日本出生的「FBI」搜查官，於第24集初登場。
被鐵山將軍看中後則被送往美國研修；後來為負責護送Diane的妹妹而回到日本，其後更接替負傷的Diane成為美國小姐。
性格活躍，有著比Diane更強的戰鬥力及行動力。
精通泳術及新體操，亦以此作為戰鬥的技巧。

#### Battle Fever的協力者／相關者
倉間 鐵山（くらま てつざん）
演：東千代之介
日本國防省的幹部，其階級為「將軍」。
為了與艾戈斯戰鬥而組建戰隊Battle Fever。
是位劍道高手，其所屬流派為「一光流」。
中原 圭子（なかはら ケイコ）
演：伊東範子
Battle Fever的聯絡員。
主要職責為諜報工作、基地內的通訊工作以及Battle Shank的出發工作準備。另外在Battle Fever Robo開發期間亦擔任鐵山將軍的助手。
青葉 綠（あおば ミドリ）
演：司百合
Battle Fever的聯絡員，並擅長變裝進行諜報工作。
上野 智子（うえの トモコ）
演：菅野啓子
Battle Fever的聯絡員，於第19集初登場。
與圭子則為鄰居，是位很愛打扮自己的女生。
九太郎（きゅうたろう）
聲：京田尚子
由鐵山將軍設計及飼養的機械九官鳥，於第7集初登場。
以電池作為動力源，會說話但口無遮攔，另外其嘴部亦能噴出冷凍氣體。
於鐵山將軍不在基地期間會負責監視Battle Fever。
Bosnar Martin
演：David Friedman
Diane的父親，「FBI」搜查官。
與Diane來到日本追捕艾戈斯，然而於準備回美國時在機場被艾戈斯刺殺身亡。
在瑪莉亞被送到美國研修期間亦悉心裁培她，故瑪莉亞並視其為恩人。
中原 大（なかはら マサル）
演：佐藤匠
圭子的弟弟。
上野 雪（うえの ユキ）
演：佐藤三千代
智子的妹妹。

### 秘密结社 艾戈斯
秘密结社 艾戈斯，是一个宗教性的秘密结社。
在現代文明未發達前則已擁有強大的科學力量，並且意圖以其原始科學征服世界。
而最後在首領撒旦艾戈斯被打敗後，所有曾接受其能量的組織員並陸續死去。
撒旦艾戈斯
聲：飯塚昭三
艾戈斯的首領。
在組織內被當成神一般崇拜的人物，常穿著黑頭巾及長袍，所以正體不明。
似乎擁有很強大的預知能力，並且經常利用怪人製造膠囊製造各種怪人。
在希達怪人被Battle Fever消滅後便將Battle Fever引誘至其基地並意圖將五人改造為艾戈斯怪人，結果當怪人製造膠囊被Battle Fever消滅後則自行巨大化與Battle Fever Robo決戰，最後被打敗。
希達 指揮官
演：潮建志➝石橋雅史
艾戈斯的神官。
對首領非常忠誠，在艾戈斯也很受眾多組織員愛戴。
與鐵山將軍同為劍道高手，其所屬流派為以卑鄙手段為主旨的「邪神流」，另外其雙眼亦能釋放光束。
在殺死其流派的師傅後便成為「邪神流」的掌門，並且透過殺害鐵山將軍的師傅跟師弟以及綁架圭子跟大兩姐弟的方式挑釁鐵山將軍與其決戰，結果希達在與鐵山將軍決戰中被打敗。
其後撒旦艾戈斯運用其遺體改造為艾戈斯怪人－希達怪人而復活，復活後其身體即使遭到Penta-Force摧毀後亦能藉着其殘骸重生，並且以其殘骸（眼睛）成功潛進Big Bazer後意圖將其炸毀，結果反遭對方識破後則被其以特製的熱線槍徹底消滅。
怪人製造膠囊
聲：依田英助
為製造艾戈斯怪人的球型生命體。
最後在決戰中意圖將Battle Fever改造為艾戈斯怪人時卻被對方以Penta-Force攻擊其心臟而被消滅。
女幹部 莎樂梅
演：瑪姬·上田
來自艾戈斯美國支部的女性幹部，於第19集初登場。
為希達指揮官的閉門徒弟，是個格鬥術及化妝術精湛的女人，而使用武器則為一枚具通訊功能及釋放光束攻擊的小鏡，另外其身體可承受Penta-Force的攻擊，故亦被稱為「世上最強的美女」。
最後她透過上演背叛組織之戲碼引誘Battle Fever前往基地，結果她在撒旦艾戈斯自行巨大化時卻被基地內的瓦礫活埋。
艾戈斯怪人
由撒旦艾戈斯利用怪人製造膠囊製造的怪人，故亦被視為撒旦艾戈斯的兒女。
其地位較希達與莎樂梅高，故希達會尊稱怪人為「御子（男）／王女（女）」。另外部分怪人亦會利用人類遺體甚至活體製造。
惡魔機械人
與艾戈斯怪人樣貌相同的巨型機械人，於第5集初登場。
被稱為艾戈斯怪人們的弟妹，但不同的是其沒有說話能力，而其額頭上更附有艾戈斯的多角星印記。
Cut Man
艾戈斯的兵卒。
擁有穿越牆壁的能力，而其武器皆為劍與機關槍。

## Battle Fever J的裝備

### 配備武器／裝備
Battle Shiba
配戴於隊員手上的通訊機，強化服亦是收藏在內。
Commando Bat
隊員們的標準棒型武器。
具備釋放火焰「Battle Fire」的噴火技能，並且可反彈光束攻擊及變形為戰士們的個人武器，分別為 長槍、 兩把鐵尺、 西洋刺劍、 鞭子以及 數把小刀型手裏劍。
而當五人將各自的Commando Bat合而为一後便能發動必殺技「Penta-Force」，而該必殺技亦分為火箭炮形態的「Bazooka Type」及投擲用的星形「Boomerang Type」。
Battle Shot 5
附設小刀的手槍，隊員們在變身前並可使用。
Jet On
為隊員們在變身後於其強化服鞋底的噴射裝置，使用時可做出更大的跳躍。

### 大型機械
Big Bazer
由日本國防省為Battle Fever建造的可移動海底要塞。
Battle Shank
Battle Fever的巨型航空母艦，於第5集初登場。
可收納Battle Fever Robo，並能發射導彈、空中深水炸彈以及配備兩把捕捉用的伸縮手臂等。
Battle Fever Robo
由鐵山將軍指揮製作的Battle Fever巨型機械人，於第5集首次出戰。
配備兩把短刀Sword Fever、日本劍電光劍、長槍Stick Attack等。
其必殺技皆為向敵人投擲兩把Sword Fever的「Cross Fever」及以電光劍斬擊敵人的「唐竹斬」等。

## 製作團隊
製作人員：
- 原作：八手三郎
- 製作人：
  - 朝日電視台：落合兼武、菅野哲夫
  - 東映：吉川進、折田至

- 劇本：高久進、上原正三、江連卓、曾田博久
- 導演：竹本弘一、廣田茂穗、山田稔、平山公夫
- 武打：高橋一俊（Big Action）、金田治（Japan Action Club）
- 配樂：渡邊宙明
- 特攝導演：矢島信男、佐川和夫
- 製作：朝日電視台、東映、東映Agency

皮套演員：
-  戰鬥日本：新堀和男
-  戰鬥哥薩克：渥美博、古賀弘文、劍持誠、柴原孝典（代演）
-  戰鬥法國：橋本春彦、益田哲夫
-  戰鬥肯亞：大葉健二、喜多川務（代演）
-  美國小姐：小牧麗莎、小野寺英子、喜多川務

## 播放列表
以下時間以當地時間（日本時間）為準
| 首播日期   | 集數 | 標題 （日語）（漢譯）  | 登場艾戈斯怪人＋惡魔機械人                                                            | 編劇     | 導演     |
| ---------- | ---- | ---------------------- | ------------------------------------------------------------------------------------- | -------- | -------- |
| 1979/02/03 | 1    | 突擊！！跑進球場       | - 蝙蝠怪人（聲：大宮悌二）                                                            | 高久進   | 竹本弘一 |
| 1979/02/10 | 2    | 艾戈斯怪人製造法       | - 牙侍史怪人（声：大宮悌二）                                                          | 上原正三 | 竹本弘一 |
| 1979/02/17 | 3    | 尋找間諜！             | - 死亡假面怪人（聲：曾我町子）                                                        | 高久進   | 廣田茂穗 |
| 1979/02/24 | 4    | 超魔力的陷阱！         | - 念力怪人（声：石橋雅史）                                                            | 上原正三 | 廣田茂穗 |
| 1979/03/03 | 5    | 機械人大型空中戰       | - 水牛怪人（声：渡部猛）＋機械人                                                      | 高久進   | 竹本弘一 |
| 1979/03/10 | 6    | 萬能戰艦準備出發       | - 土偶怪人（声：渡部猛）＋機械人                                                      | 上原正三 | 竹本弘一 |
| 1979/03/17 | 7    | 屋子起火了！           | - 火球怪人（聲：清川元夢）＋機械人                                                    | 高久進   | 廣田茂穗 |
| 1979/03/24 | 8    | 鐵拳艾戈斯之謎         | - 運動怪人（声：杉義一）＋機械人                                                      | 上原正三 | 廣田茂穗 |
| 1979/03/31 | 9    | 冰國之女               | - 冰柱怪人（声：坂井壽美江）＋機械人                                                  | 高久進   | 竹本弘一 |
| 1979/04/07 | 10   | 看見猛瑪象             | - 猛瑪怪人（声：依田英助）＋機械人                                                    | 上原正三 | 竹本弘一 |
| 1979/04/14 | 11   | 寵物誘拐大事件         | - 眼鏡蛇怪人（声：青森伸）＋機械人                                                    | 高久進   | 廣田茂穗 |
| 1979/04/21 | 12   | 詛咒殺法之玫瑰暴風雪   | - 怪人玫瑰蓮卡＋玫瑰蓮卡機械人（演：潤真理子）                                        | 江連卓   | 廣田茂穗 |
| 1979/04/28 | 13   | 金蛋與煎蛋             | - 蛋怪人（声：大宮悌二）＋機械人                                                      | 上原正三 | 山田稔   |
| 1979/05/05 | 14   | 美女與野獸之結婚       | - 銀河怪人（声：大宮悌二）＋機械人                                                    | 上原正三 | 山田稔   |
| 1979/05/12 | 15   | 艾戈斯的地獄料理       | - 蝸牛怪人（声：渡部猛）＋機械人                                                      | 高久進   | 竹本弘一 |
| 1979/05/19 | 16   | 格鬥技！暗之女王       | - 格鬥技怪人＋機械人（演：大前均）                                                    | 江連卓   | 竹本弘一 |
| 1979/05/26 | 17   | 奪取怪物賽車           | - 青筋怪人（声：大宮悌二）＋機械人                                                    | 上原正三 | 廣田茂穗 |
| 1979/06/02 | 18   | 鴿子，快前往邪惡的巢穴 | - 磁鐵怪人（声：大宮悌二）＋機械人                                                    | 上原正三 | 廣田茂穗 |
| 1979/06/09 | 19   | 世上最強的美女！！     | -                                                                                     | 高久進   | 竹本弘一 |
| 1979/06/16 | 20   | 危險的幽靈狩獵         | - 鋸齒怪人（声：青森伸）＋機械人                                                      | 曾田博久 | 竹本弘一 |
| 1979/06/23 | 21   | 突襲恐龍半島！！       | - 恐龍怪人（声：渡部猛）＋機械人                                                      | 上原正三 | 山田稔   |
| 1979/06/30 | 22   | 女間諜團的逆襲         | - 恐龍怪人（声：渡部猛）＋機械人                                                      | 上原正三 | 山田稔   |
| 1979/07/07 | 23   | 決戰！！怪人總登場     | - 鬼怪人（声：政宗一成）＋機械人                                                      | 高久進   | 竹本弘一 |
| 1979/07/14 | 24   | 眼淚！Diane被打倒      | - 德古拉怪人（声：依田英助）＋機械人                                                  | 高久進   | 竹本弘一 |
| 1979/07/21 | 25   | 片場的怪奇魔境         | - 魔術怪人（声：丸山詠二）                                                            | 上原正三 | 竹本弘一 |
| 1979/07/28 | 26   | 繃帶男的假面報告       | - 繃帶怪人（声：岩城和男）＋機械人                                                    | 曾田博久 | 廣田茂穗 |
| 1979/08/04 | 27   | 小心初戀小偷           | - 黑假面怪人（声：加藤精三）                                                          | 上原正三 | 廣田茂穗 |
| 1979/08/11 | 28   | 追擊神秘小船           | - 水母海膽怪人（声：政宗一成）＋機械人                                                | 上原正三 | 竹本弘一 |
| 1979/08/18 | 29   | 看見嗎！？裂口女       | - 裂口怪人（声：坂井壽美江）＋機械人                                                  | 江連卓   | 竹本弘一 |
| 1979/08/25 | 30   | 惡劣雜食的料理長       | - 偏食怪人（声：和田周）＋機械人                                                      | 曾田博久 | 山田稔   |
| 1979/09/01 | 31   | 激走卡車兄妹           | - 銅暴力怪人（声：丸山詠二）＋機械人                                                  | 曾田博久 | 山田稔   |
| 1979/09/08 | 32   | 故鄉是殺人村           | - 蚯蚓怪人（声：大宮悌二）＋機械人                                                    | 上原正三 | 竹本弘一 |
| 1979/09/15 | 33   | 哥薩克為愛而逝         | - 鷹怪人（声：大宮悌二）＋機械人                                                      | 上原正三 | 竹本弘一 |
| 1979/09/22 | 34   | 在地獄笑之暗黑將軍     | - 蟬殺手怪人（声：依田英助）＋機械人                                                  | 上原正三 | 廣田茂穗 |
| 1979/09/29 | 35   | 飢餓大恐慌             | - 古代魚怪人（声：渡部猛）＋機械人                                                    | 上原正三 | 廣田茂穗 |
| 1979/10/60 | 36   | 被炸毀的婚禮           | - 炸彈怪人（声：大宮悌二）＋機械人                                                    | 上原正三 | 平山公夫 |
| 1979/10/13 | 37   | 電光劍對風車劍         | - 四臉怪人（声：大宮悌二）＋機械人                                                    | 江連卓   | 平山公夫 |
| 1979/10/20 | 38   | 怪奇！化妝遊行         | - 頭骨蕈怪人（声：政宗一成）＋機械人                                                  | 曾田博久 | 竹本弘一 |
| 1979/10/27 | 39   | 變成惡魔的朋友         | - 海德怪人（声：渡部猛）＋機械人                                                      | 上原正三 | 竹本弘一 |
| 1979/11/03 | 40   | 美人教師千鈞一髮       | - 學習怪人（声：瀧雅也）＋機械人                                                      | 江連卓   | 竹本弘一 |
| 1979/11/10 | 41   | 爆炸邊緣的大逆轉       | - 機關人偶怪人（声：細井雅男）                                                        | 江連卓   | 廣田茂穗 |
| 1979/11/17 | 42   | 電氣人類愛之火花       | - 電力怪人（声：島田彰）＋機械人                                                      | 曾田博久 | 廣田茂穗 |
| 1979/11/24 | 43   | 暗殺者豹狼             | - 轟隆怪人（声：政宗一成）＋機械人                                                    | 高久進   | 竹本弘一 |
| 1979/12/01 | 44   | 地獄谷的月影一族       | - 幻影怪人（声：坂井壽美江）＋機械人                                                  | 江連卓   | 竹本弘一 |
| 1979/12/08 | 45   | 心臟停止五分鐘前！     | - 心臟怪人（声：今西正男）＋機械人                                                    | 江連卓   | 竹本弘一 |
| 1979/12/15 | 46   | 詛咒的稻草人偶         | - 詛咒怪人（聲：青森伸）＋機械人                                                      | 曾田博久 | 廣田茂穗 |
| 1979/12/22 | 47   | 怪異！謀略的業餘棒球   | - 左利手怪人（声：增岡弘）＋機械人                                                    | 曾田博久 | 廣田茂穗 |
| 1979/12/29 | 48   | 大盜賊與小偷少年       | - 大盜賊怪人（声：政宗一成）＋機械人                                                  | 高久進   | 平山公夫 |
| 1980/01/05 | 49   | 2年5班的反亂軍         | - 捕蠅草怪人（声：瀧雅也）＋機械人                                                    | 上原正三 | 平山公夫 |
| 1980/01/12 | 50   | 瞄準將軍的覆面鬼       | - 鬼鬍子怪人（声：依田英助）＋機械人                                                  | 上原正三 | 平山公夫 |
| 1980/01/19 | 51   | 艾戈斯的復活儀式       | - 希達怪人（声：石橋雅史）＋機械人 - 幽靈土偶機械人 - 幽靈銀河機械人 - 幽靈運動機械人 | 上原正三 | 廣田茂穗 |
| 1980/01/26 | 52   | 英雄的交響曲           | -                                                                                     | 上原正三 | 廣田茂穗 |

## 音樂
片頭曲：
作詞：山川啓介
作曲、編曲：渡邊宙明
演唱：MoJo、哥倫比亞搖籠會、Feeling Free
片尾曲：
作詞：八手三郎
作曲、編曲：渡邊宙明
演唱：MoJo
插曲：

作詞：保富康午
作曲、編曲：渡邊宙明
演唱：水木一郎、蟋蟀'73、哥倫比亞搖籠會

作詞：保富康午
作曲、編曲：渡邊宙明
演唱：水木一郎、蟋蟀'73、哥倫比亞搖籠會

作詞：山川啓介
作曲、編曲：渡邊宙明
演唱：MoJo、蟋蟀'73